# Киртафон
Киртафон (фр. Curtafond) насеље је и општина у источној Француској у региону Рона-Алпи, у департману Ен (Рона-Алпи) која припада префектури Бурж ан Брес.
По подацима из 2011. године у општини је живело 714 становника, а густина насељености је износила 57,53 становника/km². Општина се простире на површини од 12,41 km². Налази се на средњој надморској висини од m метара (максималној 227 m, а минималној 199 m).

## Демографија
| 1962. | 1968. | 1975. | 1982. | 1990. | 2011. |
| ----- | ----- | ----- | ----- | ----- | ----- |
| 460   | 409   | 382   | 427   | 422   | 714   |

График промене броја становника у току последњих година